# Scarodytes savinensis
Scarodytes savinensis är en skalbaggsart som först beskrevs av Zimmermann 1933.  Scarodytes savinensis ingår i släktet Scarodytes och familjen dykare.

## Underarter
Arten delas in i följande underarter:
- S. s. savinensis
- S. s. cercyrae